# Польсько-турецька війна (1672—1676)
Польсько-турецька війна (1672–1676), війна між Річчю Посполитою та Османською імперією за володіння Правобережною Україною.
Невдачі гетьмана Петра Дорошенка в ході польсько-козацько-татарської війни 1666-1671 послужили приводом для нової війни Османської імперії проти Речі Посполитої, оскільки гетьман Дорошенко визнав над собою владу султана. Османська імперія за три роки до того успішно закінчила війну з Венецією та завоювала острів Крит, і великий візир Фазіл Ахмед Кепрюлю вирішив направити зусилля проти ослабленої довгими війнами Речі Посполитої.

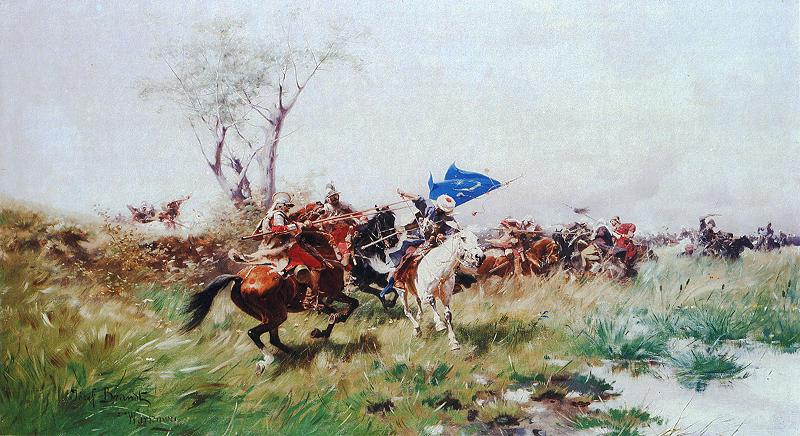
Юзеф Брандт, Атака кавалерії

Польсько-турецька війна, дії 1672 та 1673 років

1672 року Османська імперія, прагнучи захопити Україну, почала проти Речі Посполитої нову війну. У серпні 1672, взявши після облоги Кам'янець, османсько-татарські війська продовжили наступ на Бучач та Львів. Попри успішний похід Собеського проти татарських чамбулів, Річ Посполита була змушена укласти з Османською імперією Бучацький мир 1672. Україна передавалася гетьману Дорошенку як ленне володіння, залежне від Порти; Поділля і Кам'янець напряму входили до Османської імперії як Кам'янецький пашалик; Річ Посполита сплатила Османській імперії винагороду за військові витрати і зобов'язалася сплачувати щорічну данину.

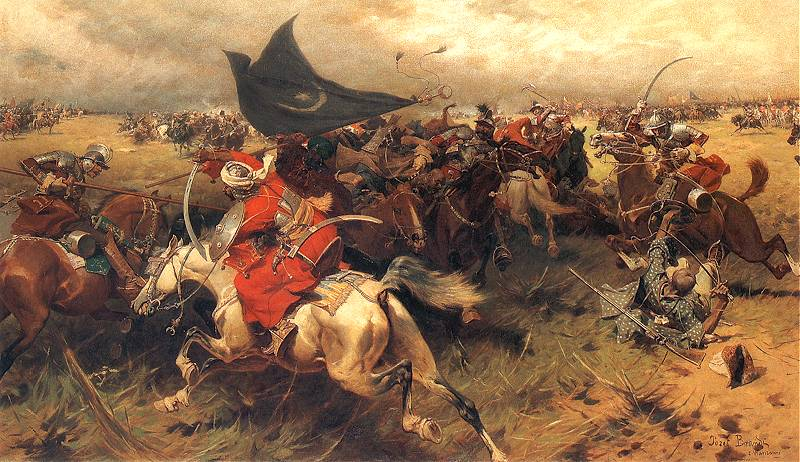
Юзеф Брандт, Бій за османський прапор

Цей принизливий договір не був визнаний сеймом (у квітні 1673) Речі Посполитої. Під час відновлення воєнних дій Ян Собеський 11 листопада 1673 розбив османські війська Гусейна-паші під Хотином. 20000 османів залишилося на полі битви, 66 знамен і 120 гармат потрапили в руки коронного війська. Обраний у 1674 році королем Речі Посполитої Ян Собеський продовжував війну з османами, і наступного року розбив ворогів у битві біля Лисиничів під Львовом.

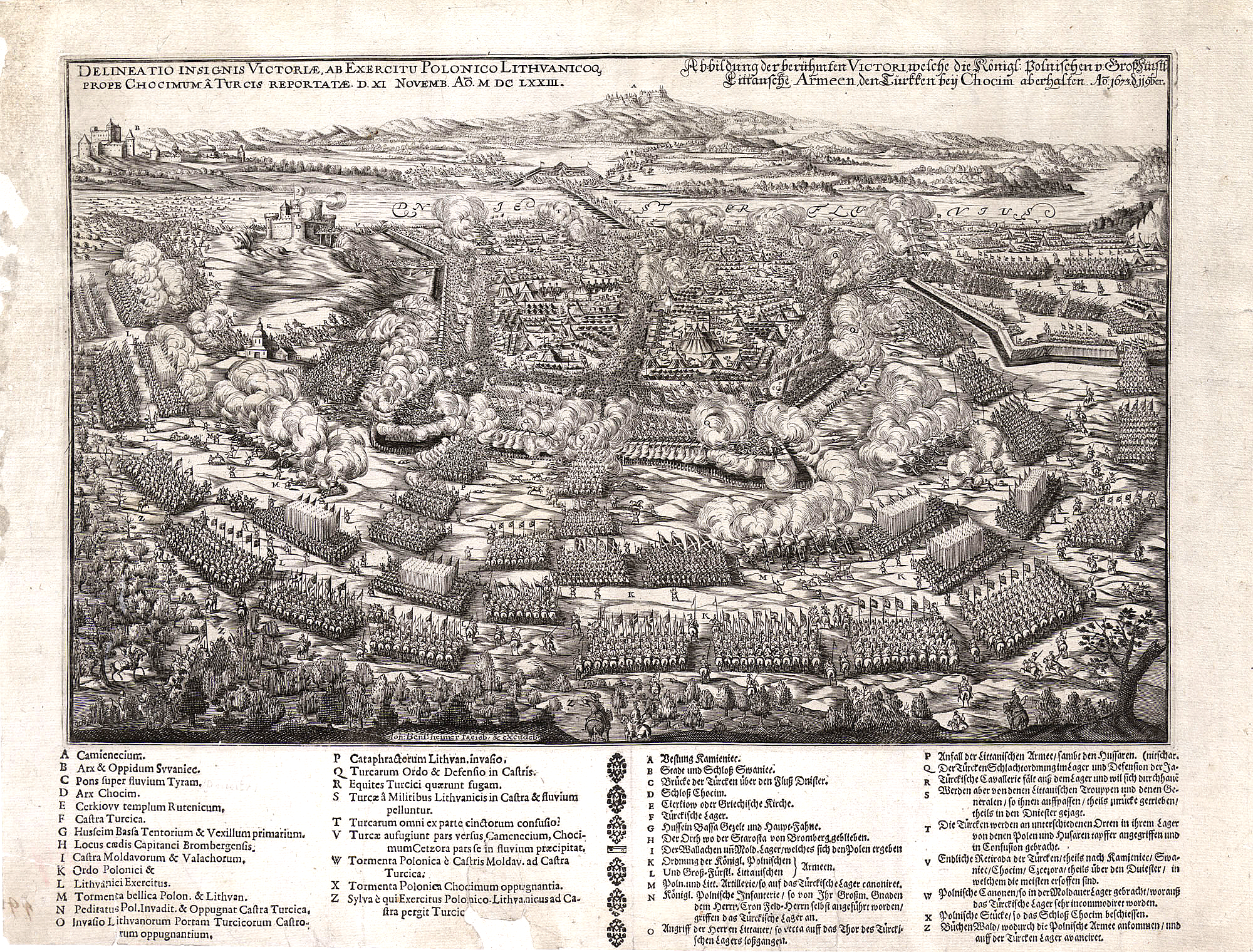
Битва під Хотином 1673 року

1676 року королівські війська із великим напруженням відбили наступ османсько-татарських військ на Львів. Попри вдалі бої під Журавним (вересень — жовтень 1676; Собеський відбив всі напади набагато численнішого супротивника на табір Речі Посполитої), Річ Посполита підписала з Османською імперією Журавненську мирну угоду 1676 року. Ця угода повернула полякам дві третини України та 10000 полонених християн.

## Хронологія війни
- Битва під Ладижином (18 липня 1672 року)
- Битва під Уманню (1672)
- Облога Кам'янця-Подільського (18-27 серпня 1672 року)
- Битва під Корцем (1672)
- Облога Львова (20 вересня - 6 жовтня 1672 року)
- Похід Собеського проти татарських чамбулів (5-14 жовтня 1672 року)
- Битва під Краснобродом (5-6 жовтня 1672 року)
- Битва під Наролем (6 жовтня 1672 року)
- Битва під Немировом (7 жовтня 1672 року)
- Битва під Комарним (9 жовтня 1672 року)
- Битва під Петранкою (14 жовтня 1672 року)
- Битва під Калушем (1672)
- Битва під Хотином (11 листопада 1673 року)
- Битва під Львовом (24 серпня 1675 року)
- Облога Теребовлі (20 вересня - 11 жовтня 1675 року)
- Битва під Войниловим (24 вересня 1676 року)
- Битва під Журавним (20 вересня - 14 жовтня 1676 року)